# Eligmodonta obscura
Eligmodonta obscura är en fjärilsart som beskrevs av Barend J. Lempke 1959. Eligmodonta obscura ingår i släktet Eligmodonta och familjen tandspinnare. Inga underarter finns listade i Catalogue of Life.